# Xavier Amigo
Xavier Amigò (* 8. Mai 1972) ist ein ehemaliger spanischer Rallyebeifahrer.

## Karriere
Seine erste Rallye in der Rallye-Weltmeisterschaft bestritt Amigo in Katalonien 1996 als Beifahrer von Marc Blázquez in einem Peugeot 205. Diese Teilnahme endete mit einem Ausfall. In der Rallye-Weltmeisterschaft 1999 musste Amigo als Beifahrer von Michael Huete im SEAT Ibiza, ebenfalls bei der Rallye Katalonien aufgeben, konnte sich aber bei der Rallye Portugal erstmals als 34. platzieren. Nachdem er 2000 keine Platzierungen erreichen konnte, wechselte Amigo für die Rallye-Weltmeisterschaft 2001 als Beifahrer ins Fahrzeug von Alejandro Galanti. Mit ihm erreichte er in der Juniorenweltmeisterschaft den vierten Rang. Nach einem weiteren Jahr im Auto von Galanti wechselte Amigo, zur Rallye-Weltmeisterschaft 2004, ins Auto von Salvador Cañellas jr., mit dem er in der Juniorenwertung vordere Plätze belegte. Auf das Jahr 2004 wechselte Amigo in den Mitsubishi Lancer von Daniel Solà. Er konnte mit Solà auf Grund von Unfälle und technischen Defekten keine Spitzenränge erreichen. Auch in der Saison 2005 musste Amigo von sechs gestarteten Rallys vier nach einem Unfall beenden. 2006 gewann er, bei der Rallye la Vila Joiosa, erstmals einen Bewerb gemeinsam mit Solà. Ebenso war Amigo bei der Rallye Costa Brava und der Rallye Principe de Asturias erfolgreich. 2007 wechselte er für ein Jahr ins Auto von Xavier Pons, bevor Amigo ab 2008 als Beifahrer für Jordi Zurita im Mitsubishi Lancer unterwegs war. Seine letzte Rallye bestritt er 2007 bei der Rallye Großbritannien, welche Amigo mit dem neunten Rang beendete. Besonders Aufsehen erregte Amigo, als Fahrer Pons ihn bei der Rallye Deutschland 2006 so beschimpfte, dass er zu weinen begann. Pons entschuldigte sich später.

## Erfolge
- Fünfmal Platz 4 (Rallye-Weltmeisterschaft)